# Scotolemon
Genre
Scotolemon est un genre d'opilions laniatores de la famille des Phalangodidae.

## Distribution
Les espèces de ce genre se rencontrent dans l'Ouest de l'écozone paléarctique.

## Liste des espèces
Selon World Catalogue of Opiliones (09/10/2021) :
- Scotolemon catalonicus (Kraus, 1961)
- Scotolemon doriae Pavesi, 1878
- Scotolemon jaqueti Roewer, 1915
- Scotolemon krausi Rambla, 1972
- Scotolemon lespesii Lucas, 1861
- Scotolemon lucasi Simon, 1872
- Scotolemon reclinatus Roewer, 1935
- Scotolemon roeweri Kraus, 1961
- Scotolemon terricolus Simon, 1872

## Publication originale
- Lucas, 1861 : « Observations sur un genre nouveau d'Arachnide Trachéenne (Scotolemon lespesii) qui habite les grottes de l’Ariège. » Annales de la Société Entomologique de France, vol. 8, p. 973–983 (texte intégral).